# 룻

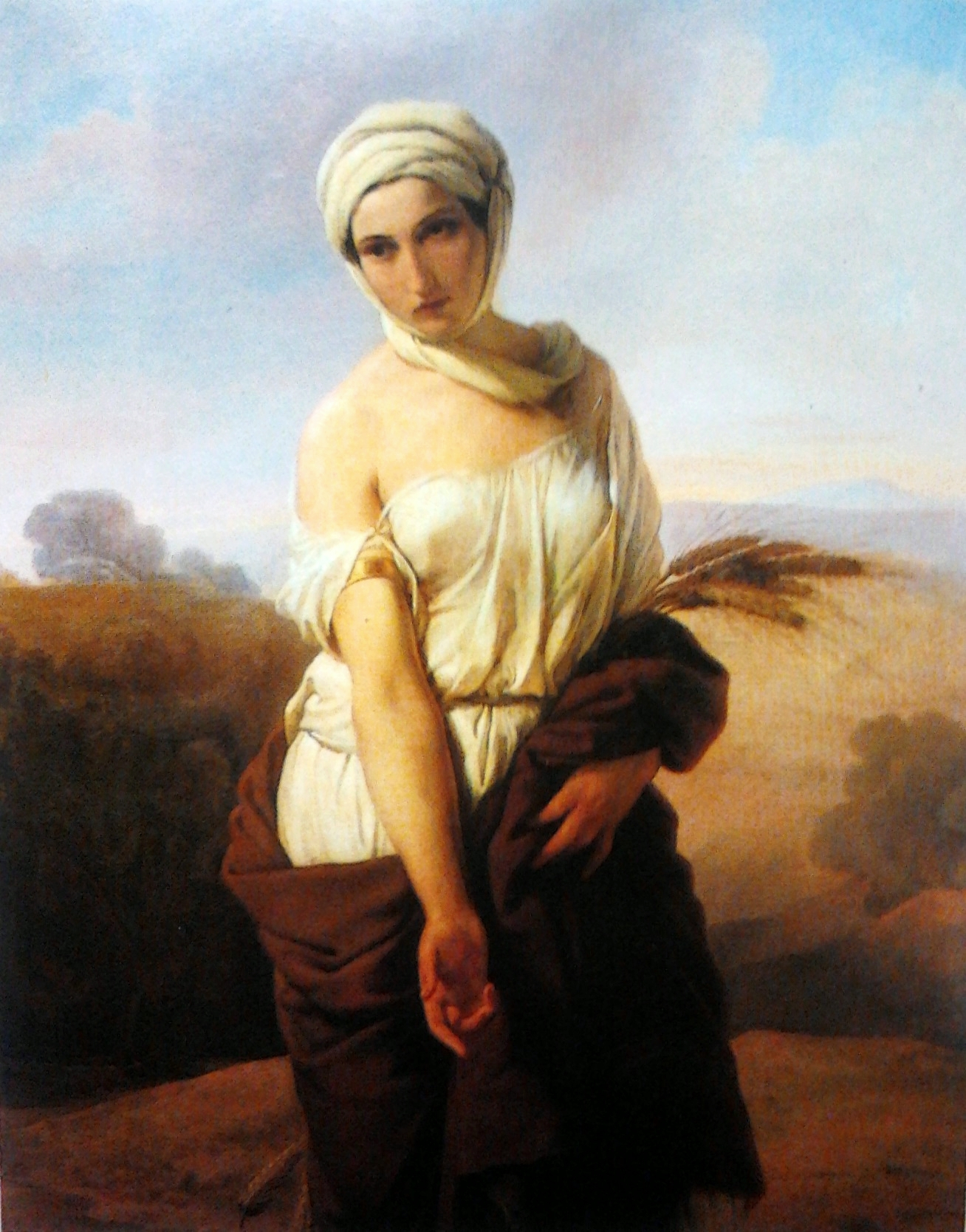
프란체스코 하예츠의 룻 초상화 (1853년)

룻(영어: Ruth, 히브리어: רוּת')은 룻기에 등장하는 인물이다. 이야기에 따르면 그는 고대 히브리인은 아니고 모아브 출신이다. 고대 히브리인과 결혼한다. 남편과 시어머니인 나오미를 모신다. 이 둘은 함께 베들레헴에 가서 룻은 관대한 보아스의 사랑을 얻게 된다.
타마르다말, 라합, 밧세바, 마리아와 더불어 마태복음에서 볼 수 있는 예수의 계보에 언급되는 5명의 여성 가운데 한 명이다.

## 룻기
사사들이 이스라엘 지파들을 다스리던 시대에 흉년이 들었다. 이러한 위기로 인해 유다 베들레헴 출신의 엘리멜렉은 아내 나오미와 두 아들 말론과 기룐과 함께 모압으로 이주했다. 그곳에서 엘리멜렉은 죽고 두 아들은 모압 여인 오르바와 룻과 결혼했다. 그들은 말론과 기룐도 죽기 전까지 모압에서 약 10년 동안 살았다.
나오미는 유다 땅에 흉년이 지나갔다는 소식을 듣고 집으로 돌아가기로 결심했다. 그녀는 며느리들에게 어머니 집으로 돌아가서 다시 결혼하라고 말했다. 처음에 오르바와 룻은 둘 다 그녀를 떠나기를 거부했지만 나오미는 오르바와 룻이 결혼할 수 있는 아들이 더 이상 없을 것 같다고 말했다. 그들은 모두 울었고 오르바는 나오미를 떠나 자기 백성에게로 돌아가기로 결정했다. 나오미는 다시 룻을 돌려보내려고 했으나 “(…) 당신이 가시는 곳에 나도 가고 당신이 계시는 곳에 나도 유숙하리이다. 당신의 백성이 내 백성이 되고 당신의 하나님이 내 하나님이 되리라. 당신이 죽는 곳에서 나도 죽어 거기 묻힐 것이다." (ESV)고 말했다.
결국 나오미와 룻은 보리 수확이 시작될 무렵 베들레헴에 도착했다. 거기에는 엘리멜렉의 친척인 보아스가 살고 있었는데, 룻은 자기 밭에 가서 추수꾼들을 따라 이삭을 줍기로 결심했다. 보아스는 밭에 이르러 그 소녀가 누구냐고 묻고, 룻에게 남의 밭에 가지 말고 계속 이삭을 주우라고 하며, 목마르면 언제든지 물 그릇으로 마시라고 말했다. 사신. 룻이 그에게 왜 외국인에게 그렇게 친절하게 대하는지 물었을 때, 보아스는 그녀가 나오미에게 얼마나 충성스러운지 들었다고 말했다. 식사 시간에 보아스는 룻을 초대하여 함께 먹게 한 다음, 추수꾼들에게 룻을 비난하거나 책망하지 말고, 보따리에서 보리를 꺼내서 줍도록 남겨 두라고 지시했다. 룻은 보리와 밀을 추수하는 동안 보아스 밭에서 이삭을 주웠다.
추수가 끝나고 보아스가 밤에 타작마당에서 보리를 까불고 있을 때, 나오미는 룻에게 몸을 씻고 기름을 바르고 타작마당에 가서 보아스가 자고 누웠을 때 발을 풀고 거기 누우라고 권했다. 룻은 그 말대로 했다. 밤중에 보아스가 일어났고, 룻은 그에게 남편의 고엘이자 그의 권리를 보호하는 가장 가까운 친척이므로 보호해 달라고 요청했다. 보아스는 그렇게 하고 싶다고 말했지만 룻에게는 그보다 더 가까운 친척이 있었다.
아침에 보아스는 성문 곁에 가서 앉았다가 그 친척이 도착하자 그와 이야기를 나누었다. 그는 나오미가 엘리멜렉의 땅을 팔고 있다고 그에게 말했다. 그 사람은 그것을 상환하겠다고 말했다. 보아스는 그 땅과 함께 룻도 얻어서 공동 결혼을 통해 죽은 자의 상속 재산을 이어받게 될 것이라고 말했지만, 그 남자는 자신의 상속 재산이 손상될까 두려워 이를 거부했다. 보아스는 그 땅과 룻을 샀는다. 룻은 보아스의 아내가 되어 그에게 아들 오벳을 낳았는데, 오벳은 다윗 왕의 아버지인 이새의 아버지가 되었다.

## 종교적 해석

### 유대인의 관점
유다 보아스는 룻이 유다 나오미와 유다 백성에게 베푼 특별한 친절 때문에 그를 축복했다(룻 3:10)
보아스가 룻기에서 언급한 룻의 친절은 유대 전통에서 모압(룻이 태어난 곳) 사람들과 일반적으로 아몬 사람들과 드물게 대조되는 것으로 보인다. 이들은 토라에서 명백히 친절이 부족한 것으로 기록되었다. 신명기 23장 5절 “그들(아몬 족속과 모압 족속)이 너희가 애굽에서 나올 때에 길에서 떡과 물로 너희에게 문안하지 아니하고 또 그가 아람 브돌 사람 브올의 아들 발람을 고용하였음이니라” 나하라임이 너를 대적하여 너를 저주하려 함이니라." 라시(Rashi)는 도중에 이스라엘의 여행에 대해 다음과 같이 기록한다. "당신이 극도로 지친 상태에 있을 때."
룻 랍바(Ruth Rabbah)에 따르면 룻은 오르바의 누이였고 두 사람은 모압 왕 에글론의 딸이었다. 같은 본문에 따르면 에글론은 발락의 아들이었다. 유대인 여성 기록 보관소의 테이머 미르(Tamar Meir)는 룻과 다윗이 이 두 사람의 후손인 것이 그들에 대한 "보상"으로 간주된다고 썼다. 발락에게는 제단을 쌓은 것에 대한 보상이요, 에글론에게는 “게라의 아들 에훗에게서 하나님의 이름을 듣고 일어난” 것에 대한 보상이다. 같은 본문에서는 룻이 말론과 결혼하는 동안 개종하지 않았다고 말하고 있는데, 이는 다른 랍비 문헌과 모순되는 것이다. 이는 룻이 말론과 결혼하기 위해 공식적으로 유대교로 개종했지만 나중에까지 신앙을 완전히 받아들이지 않았다고 말한다.
요세푸스는 룻기를 역사적인 것으로 보고 그의 『유대 고대사』에서 그것을 언급했다. 이츠하크 버거(Yitzhak Berger)는 나오미의 계획이 다말과 롯의 딸들이 모두 "자손의 어머니가 되기 위해 나이 많은 가족을 유혹한 것처럼" 룻이 보아스를 유혹하는 것이라고 이야기한다. 그러나 결정적인 순간에 “룻은 유혹하려는 시도를 버리고 대신 보아스와 영구적이고 합법적인 결합을 요구한다”고 설명한다.

### 기독교적 관점
룻은 마태복음에 나오는 예수의 족보에 언급된 다섯 명의 여인 중 한 명으로, 다말, “우리아의 아내”(밧세바)인 라합, 마리아와 함께 있다. 캐서린 두브 산켄펠트(Katharine Doob Sakenfeld)는 룻이 헤세드(사랑의 친절)의 모델이라고 주장한다. 그녀는 다른 사람의 행복을 증진하는 방식으로 행동한다. 룻기 1장 8~18절에서 그녀는 모압으로 돌아가지 않고 시어머니와 함께 타국 땅으로 가면서 헤세드를 보여주었다. 그녀는 들판에서 직면한 위험과(룻 2:15) 직업의 낮은 사회적 지위에도 불구하고 이삭줍기를 선택했다. 마침내 룻은 가족의 의무가 없음에도 불구하고 보아스와 결혼하려는 나오미의 계획에 동의하여 다시 한번 그녀의 충성심과 순종을 보여준다(룻 3:10).
배리 웹(Barry Webb)은 책에서 룻이 나오미의 재활에 중요한 역할을 한다고 주장한다.
루스는 7월 16일 루터교-미주리 대회의 성도 달력에서 여주인공으로 기념된다.

## 다윗의 계보
|        |        |        |        |        |        |      |  |  |  |  |  |    |    |    |    |    |    |  |  |  |  |  |  |      |      |      |      |      |      |  |  |  |  |          |          |          |          |          |          |        |        |        |        |        |        |        |        |      |      |      |      |      |      |  |  |
|        |        |        |        |        |        |      |  |  |  |  |  |    |    |    |    |    |    |  |  |  |  |  |  |      |      |      |      |      |      |  |  |  |  |          |          |          |          |          |          |        |        |        |        |        |        |        |        |      |      |      |      |      |      |  |  |
|        |        |        |        |        |        |      |  |  |  |  |  |    |    |    |    |    |    |  |  |  |  |  |  |      |      |      |      |      |      |  |  |  |  | 엘리멜렉 | 엘리멜렉 | 엘리멜렉 | 엘리멜렉 | 엘리멜렉 | 엘리멜렉 |        |        | 나오미 | 나오미 | 나오미 | 나오미 | 나오미 | 나오미 |      |      |      |      |      |      |  |  |
|        |        |        |        |        |        |      |  |  |  |  |  |    |    |    |    |    |    |  |  |  |  |  |  |      |      |      |      |      |      |  |  |  |  | 엘리멜렉 | 엘리멜렉 | 엘리멜렉 | 엘리멜렉 | 엘리멜렉 | 엘리멜렉 |        |        | 나오미 | 나오미 | 나오미 | 나오미 | 나오미 | 나오미 |      |      |      |      |      |      |  |  |
|        |        |        |        |        |        |      |  |  |  |  |  |    |    |    |    |    |    |  |  |  |  |  |  |      |      |      |      |      |      |  |  |  |  |          |          |          |          |          |          |        |        |        |        |        |        |        |        |      |      |      |      |      |      |  |  |
|        |        |        |        |        |        |      |  |  |  |  |  |    |    |    |    |    |    |  |  |  |  |  |  |      |      |      |      |      |      |  |  |  |  |          |          |          |          |          |          |        |        |        |        |        |        |        |        |      |      |      |      |      |      |  |  |
| 보아스 | 보아스 | 보아스 | 보아스 | 보아스 | 보아스 |      |  |  |  |  |  | 룻 | 룻 | 룻 | 룻 | 룻 | 룻 |  |  |  |  |  |  | 말론 | 말론 | 말론 | 말론 | 말론 | 말론 |  |  |  |  |          |          | 오르바   | 오르바   | 오르바   | 오르바   | 오르바 | 오르바 |        |        |        |        |        |        | 칠론 | 칠론 | 칠론 | 칠론 | 칠론 | 칠론 |  |  |
| 보아스 | 보아스 | 보아스 | 보아스 | 보아스 | 보아스 |      |  |  |  |  |  | 룻 | 룻 | 룻 | 룻 | 룻 | 룻 |  |  |  |  |  |  | 말론 | 말론 | 말론 | 말론 | 말론 | 말론 |  |  |  |  |          |          | 오르바   | 오르바   | 오르바   | 오르바   | 오르바 | 오르바 |        |        |        |        |        |        | 칠론 | 칠론 | 칠론 | 칠론 | 칠론 | 칠론 |  |  |
|        |        |        |        |        |        |      |  |  |  |  |  |    |    |    |    |    |    |  |  |  |  |  |  |      |      |      |      |      |      |  |  |  |  |          |          |          |          |          |          |        |        |        |        |        |        |        |        |      |      |      |      |      |      |  |  |
|        |        |        |        |        |        | 오벳 |  |  |  |  |  |    |    |    |    |    |    |  |  |  |  |  |  |      |      |      |      |      |      |  |  |  |  |          |          |          |          |          |          |        |        |        |        |        |        |        |        |      |      |      |      |      |      |  |  |
|        |        |        |        |        |        |      |  |  |  |  |  |    |    |    |    |    |    |  |  |  |  |  |  |      |      |      |      |      |      |  |  |  |  |          |          |          |          |          |          |        |        |        |        |        |        |        |        |      |      |      |      |      |      |  |  |
|        |        |        |        |        |        | 이새 |  |  |  |  |  |    |    |    |    |    |    |  |  |  |  |  |  |      |      |      |      |      |      |  |  |  |  |          |          |          |          |          |          |        |        |        |        |        |        |        |        |      |      |      |      |      |      |  |  |
|        |        |        |        |        |        |      |  |  |  |  |  |    |    |    |    |    |    |  |  |  |  |  |  |      |      |      |      |      |      |  |  |  |  |          |          |          |          |          |          |        |        |        |        |        |        |        |        |      |      |      |      |      |      |  |  |
|        |        |        |        |        |        | 다윗 |  |  |  |  |  |    |    |    |    |    |    |  |  |  |  |  |  |      |      |      |      |      |      |  |  |  |  |          |          |          |          |          |          |        |        |        |        |        |        |        |        |      |      |      |      |      |      |  |  |